# Pijiño del Carmen
Pijiño del Carmen là một khu tự quản thuộc tỉnh Magdalena, Colombia. Thủ phủ của khu tự quản Pijiño del Carmen đóng tại Pijiño Khu tự quản Pijiño del Carmen có diện tích 739 ki lô mét vuông. Đến thời điểm ngày 28 tháng 5 năm 2005, khu tự quản Pijiño del Carmen có dân số  người.